# Akarnan
Akarnan var i grekisk mytologi son till Alkmaion. Han hämnades mordet på sin far genom att tillsammans med sin bror döda kung Febus av Psophis och hans hustru samt deras söner vilka var mördarna. Därefter flydda Akarnan till södra Epiros, som efter honom fick namnet Akarnanien.